# Gainesville (Virginia)
Gainesville es un lugar designado por el censo en el  condado de Prince William, Virginia  (Estados Unidos). Según el censo de 2010 tenía una población de 11 481 habitantes.

## Demografía
Según el censo del 2000, Gainesville tenía 4382 habitantes, 1719 viviendas, y 1304 familias. La densidad de población era de 174,1 habitantes por km².
De laos 1719 viviendas en un 32,8%  vivían niños de menos de 18 años, en un 67,2%  vivían parejas casadas, en un 5,6% mujeres solteras, y en un 24,1% no eran unidades familiares. En el 18,6% de las viviendas  vivían personas solas el 3,8% de las cuales correspondía a personas de 65 años o más que vivían solas. El número medio de personas viviendo en cada vivienda era de 2,55 y el número medio de personas que vivían en cada familia era de 2,91.
Por edades la población se repartía de la siguiente manera: un 24,4% tenía menos de 18 años, un 5,2% entre 18 y 24, un 36,7% entre 25 y 44, un 23,6% de 45 a 60 y un 9,9% 65 años o más.
La edad media era de 36 años.  Por cada 100 mujeres de 18 o más años  había 94,8 hombres.
La renta media por vivienda era de 76 300$ y la renta media por familia de 82 627$. Los hombres tenían una renta media de 46 934$ mientras que las mujeres 40 385$. La renta per cápita de la población era de 35 196$. En torno al 1,9% de las familias y el 2,8% de la población estaban por debajo del umbral de pobreza.

## Clima
Gainesville tiene un Clima subtropical húmedo (Clasificación climática de Köppen Cfa).
| Parámetros climáticos promedio de Gainesville, Virginia | Parámetros climáticos promedio de Gainesville, Virginia | Parámetros climáticos promedio de Gainesville, Virginia | Parámetros climáticos promedio de Gainesville, Virginia | Parámetros climáticos promedio de Gainesville, Virginia | Parámetros climáticos promedio de Gainesville, Virginia | Parámetros climáticos promedio de Gainesville, Virginia | Parámetros climáticos promedio de Gainesville, Virginia | Parámetros climáticos promedio de Gainesville, Virginia | Parámetros climáticos promedio de Gainesville, Virginia | Parámetros climáticos promedio de Gainesville, Virginia | Parámetros climáticos promedio de Gainesville, Virginia | Parámetros climáticos promedio de Gainesville, Virginia | Parámetros climáticos promedio de Gainesville, Virginia |
| Mes                                                     | Ene.                                                    | Feb.                                                    | Mar.                                                    | Abr.                                                    | May.                                                    | Jun.                                                    | Jul.                                                    | Ago.                                                    | Sep.                                                    | Oct.                                                    | Nov.                                                    | Dic.                                                    | Anual                                                   |
| ------------------------------------------------------- | ------------------------------------------------------- | ------------------------------------------------------- | ------------------------------------------------------- | ------------------------------------------------------- | ------------------------------------------------------- | ------------------------------------------------------- | ------------------------------------------------------- | ------------------------------------------------------- | ------------------------------------------------------- | ------------------------------------------------------- | ------------------------------------------------------- | ------------------------------------------------------- | ------------------------------------------------------- |
| Temp. máx. media (°C)                                   | 6.7                                                     | 10.3                                                    | 14.4                                                    | 20.4                                                    | 24.1                                                    | 30.1                                                    | 32.2                                                    | 31                                                      | 28.5                                                    | 22.4                                                    | 14.8                                                    | 9.5                                                     | 21.1                                                    |
| Temp. mín. media (°C)                                   | -3.6                                                    | -1.6                                                    | 2.6                                                     | 5.8                                                     | 11.3                                                    | 16                                                      | 19.5                                                    | 18.2                                                    | 14.8                                                    | 7.9                                                     | 2.3                                                     | -2.1                                                    | 7.2                                                     |
| Precipitación total (mm)                                | 66                                                      | 63.5                                                    | 71.1                                                    | 73.7                                                    | 94                                                      | 81.3                                                    | 78.7                                                    | 81.3                                                    | 83.8                                                    | 78.7                                                    | 78.7                                                    | 68.6                                                    | 919.5                                                   |
| Fuente: Weatherbase                                     |                                                         |                                                         |                                                         |                                                         |                                                         |                                                         |                                                         |                                                         |                                                         |                                                         |                                                         |                                                         |                                                         |

## Localidades adyacentes
El siguiente diagrama muestra a las localidades más próximas a Gainesville.